# Folioceros pandei
Folioceros pandei là một loài rêu trong họ Anthocerotaceae. Loài này được Udar & Shaheen mô tả khoa học đầu tiên năm 1982.